# Gladsaxekredsen
Gladsaxekredsen er fra 2007 en opstillingskreds i Københavns Omegns Storkreds. Til og med 2006 var kredsen en opstillingskreds i Københavns Amtskreds.
Den 8. februar 2005 var der 44.908 stemmeberettigede vælgere i kredsen.
Kredsen rummede i 2015 flg. kommuner og valgsteder::
1. Gladsaxe Kommune
  1. Bagsværd
  2. Hovedbiblioteket
  3. Egegård
  4. Grønnemose
  5. Mørkhøj
  6. Stengård
  7. Søborg
  8. Vadgård
  9. Værebro

## Folketingskandidater pr. 25/11-2018
| Liste | Parti                       | Kandidat | Bemærk                                                                  |
| ----- | --------------------------- | --- | ----------------------------------------------------------------------- |
| A     | Socialdemokratiet           | Jeppe Bruus |                                                                         |
| B     | Radikale Venstre            | Mads Høj Jørgensen |                                                                         |
| C     | Det Konservative Folkeparti | Henrik Sørensen |                                                                         |
| D     | Nye Borgerlige              | |                                                                         |
| F     | Socialistisk Folkeparti     | |                                                                         |
| I     | Liberal Alliance            | |                                                                         |
| O     | Dansk Folkeparti            | Preben Bille Brahe |                                                                         |
| V     | Venstre                     | Mads Fuglede |                                                                         |
| Ø     | Enhedslisten                | Søren Søndergaard |                                                                         |
| Å     | Alternativet                | Sikandar Siddique, Qasam Nazir Ahmad, Ken Patrick Petersson, Sofie Groth, Marianne Victor Hansen, Anders Stjernholm, Kim Christiansen, Thomas Holbech Anker | Er opstillet i samtlige opstillingskredse i Københavns Omegns Storkreds |